# Depressaria hofmanni
Depressaria hofmanni – gatunek motyli z rodziny Elachistidae i podrodziny Depressariinae. Zamieszkuje Europę i Azję Mniejszą. Gąsienice żerują na selerowatych, głównie na oleśniku górskim.

## Taksonomia
Gatunek ten opisany został po raz pierwszy w 1861 roku przez Henry’ego Tibbatsa Staintona. Jako lokalizację typową wskazano okolice Ratyzbony. Epitet gatunkowy nadano na cześć Ottmara Hofmanna, który odkrył te owady w środowisku naturalnym.

## Morfologia

### Owad dorosły
Motyl osiągający od 21 do 24 mm rozpiętości skrzydeł. Głowa jest ochrowożółta, czasem z słabym odcieniem szarawym. Głaszczki wargowe są szarawoochrowe z członem ostatnim ciemniejszym, bladoochrowo zwieńczonym. Czułki są ciemnobrunatnoszare. Tułów cechuje się ubarwieniem szarawoochrowym ze słabym odcieniem różowym. Skrzydło przednie ma tło wierzchu ciemnorudobrązowe, ku nasadzie przyciemnione, a na nim liczne, krótkie, czarne kreski oraz liczne białe łuski ku tym kreskom skierowane; ponadto za środkiem dysku obecna jest mała, okrągława, biała plamka, a na szczycie krawędzi kostalnej i wzdłuż krawędzi tylnej liczne czarne kropki. Strzępina przedniego skrzydła jest rudobrązowa z szarym cieniowaniem. Spód owego skrzydła jest szary z jasnorudoochrowymi brzegami kostalnym i tylnym i ciemnoszarymi kropkami wzdłuż tylnego brzegu. Tylne skrzydła są połyskująco bladoszare, ciemniejsze przy tylnej krawędzi, zaopatrzone w bladoszare strzępiny. Odnóża pary przedniej i środkowej są ciemnoszare z rudoochrowym nakrapianiem, tylnej zaś białawoochrowe z szarymi stopami. Ubarwienie odwłoka jest szare z parą ciemniejszym pasków na spodzie.

### Larwa
Gąsienice w początkowym stadium są matowozielone z czarnym przedtułowiem i ciemnobrązową głową. Starsze gąsienice mają głowę żółtawozieloną, przedtułów bladozielony z kilkoma czarnymi kropkami w tyle, a resztę ciała bladozieloną z szerokimi, podłużnymi, ciemnozielonymi pasami grzbietowymi i podgrzbietowymi.

## Ekologia i występowanie

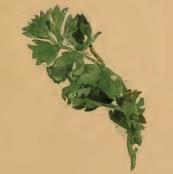
Oprzęd na liściu, rycina

Owad ten zasiedla nasłonecznione łąki o wapiennym podłożu, piargi i kamieniołomy. Gąsienice żerują od końca kwietnia do końca maja. Są oligofagicznymi fitofagami selerowatych. Najczęściej żerują na oleśniku górskim, ale jako ich roślina żywicielska wymieniany bywa także pasternak zwyczajny. Są foliofagami. Początkowo żerują w niewielkim oprzędzie obejmujących niektóre listki, nierzadko wraz z osadką, później jednak tworzą większe, obejmujące zwykle sąsiednie liście żerowiska, w których larwy występować mogą grupowo. Przepoczwarczenie ma miejsce w ściółce, w skonstruowanym przez gąsienicę, luźnym oprzędzie.
Gatunek palearktyczny, znany z Hiszpanii, Francji, Niemiec, Szwajcarii, Austrii, Włoch, Polski, Czech, Słowacji, Rumunii, Słowenii, Grecji, europejskiej części Rosji i anatolijskiej części Turcji. W Polsce podawany jest tylko z Pienin.